# Olseröd
Olseröd är en ort i Maglehems socken i Kristianstads kommun i Skåne län. Orten klassades fram till 1995 som en småort och återigen från 2020

## Historia
Från 1900 och ett halvt sekel framåt betjänades Olseröd av Östra Skånes järnvägar.
Utanför Olseröd ligger byggnadsminnet Folkestorps bränneri, vilket anlades 1908-1909 och lades ned 1971-1972. Sedan finns 2015 finns Olseröds Konsthall i samhället.

## Befolkningsutveckling
| Befolkningsutvecklingen i Olseröd 1990–1995 | Befolkningsutvecklingen i Olseröd 1990–1995 | Befolkningsutvecklingen i Olseröd 1990–1995 | Befolkningsutvecklingen i Olseröd 1990–1995 | Befolkningsutvecklingen i Olseröd 1990–1995 |
| ------------------------------------------- | ------------------------------------------- | ------------------------------------------- | ------------------------------------------- | ------------------------------------------- |
|                                             |                                             |                                             |                                             |                                             |
| År                                          |                                             |                                             | Folkmängd                                   | Areal (ha)                                  |
| 1990                                        | 1990                                        |                                             | 55                                          | 9                                           |
| 1995                                        | 1995                                        |                                             | 50                                          | 9                                           |
| Anm.: Ej småort 2000                        |                                             |                                             |                                             |                                             |

## Näringsliv
I orten finns företaget Olseröds Elektriska.